# Zbigniew
Zbigniew – męskie imię pochodzenia słowiańskiego. Złożone jest z dwóch członów: Zby- („zbyć, zbyć się, pozbyć się”) i -gniew („gniew”). Mogło oznaczać „tego, który się zbył (pozbył) gniewu”. Właściwie powinno ono brzmieć Zbygniew, a Zbigniew to wynik zniekształcenia, które nastąpiło przy odczycie imion słowiańskich przez pierwszych badaczy. W Polsce imię to po raz pierwszy odnotowano jako Zbygniew. Do końca XV wieku imię Zbygniew zanotowano u około 1000 osób.
Jedną z form pochodnych tego imienia jest Zbyszek.
Zbigniew imieniny obchodzi: 17 lutego, 17 marca, 1 kwietnia, 7 czerwca (wspomnienie bł. Zbigniewa Strzałkowskiego).
Podobne imiona staropolskie: Zbylut, Zbysław, Zbywoj.

## Osoby o imieniu Zbigniew
- Zbigniew – książę Wielkopolski, Mazowsza i Kujaw między 1102 a 1107, najstarszy syn Władysława I Hermana
- Zbigniew Adamek (ur. 1946) – polski ksiądz rzymskokatolicki, publicysta i reżyser
- Zbigniew Bajek (ur. 1958) – polski artysta współczesny, profesor ASP w Krakowie
- Zbigniew Bartman (ur. 1987) – siatkarz, reprezentant Polski, Mistrz Europy 2009
- Zbigniew Bąkiewicz (1912–1996) – polski oficer zawodowy w Wojsku Polskim w okresie międzywojennym, porucznik cichociemny, dubler dowódcy III Odcinka Wachlarza i instruktor wyszkolenia, żołnierz batalionu Ostoja w powstaniu warszawskim, major piechoty.
- Zbigniew Białek (ur. 1982) – koszykarz, zawodnik King Wilki Morskie Szczecin
- Zbigniew Blukacz (ur. 1961) – polski  malarz, grafik, profesor ASP w Katowicach
- Zbigniew Boniek (ur. 1956) – piłkarz, gracz m.in. Juventusu
- Zbigniew Brym (1919–2006) – polski wojskowy, fotografik i publicysta
- Zbigniew Bródka (ur. 1984) – polski łyżwiarz, mistrz olimpijski w Soczi 2014
- Zbigniew Brzeziński (1928–2017) – politolog amerykański polskiego pochodzenia
- Zbigniew Buczkowski (ur. 1951) – aktor
- Zbigniew Bujak (ur. 1954) – jeden z najbardziej znanych działaczy opozycji w PRL
- Zbigniew Chlebowski (ur. 1964) – polski polityk
- Zbigniew Chmielewski (1926–2009) – polski reżyser
- Zbigniew Chmielowiec (ur. 1954) – poseł
- Zbigniew Chudzikiewicz (1909–1991) – polski architekt, profesor ASP w Krakowie
- Zbigniew Cebula (ur. 1961) – polski malarz, profesor ASP w Krakowie
- Zbigniew Cebulak (ur. 1929) – polski bokser
- Zbigniew Ciesielski (ur. 1934) – polski matematyk
- Zbigniew Cybulski (1927–1967) – aktor
- Zbigniew Danek (ur. 1956) – filolog klasyczny
- Zbigniew Dłubak (1921–2005) – polski malarz
- Zbigniew Doda (1931–2013) – polski szachista
- Zbigniew Dolata (ur. 1965) – poseł
- Zbigniew Dudek (ur. 1957) – polski rzeźbiarz, profesor ASP w Łodzi
- Zbigniew Dunin-Wąsowicz (1882–1915) – polski wojskowy
- Zbigniew Drela (1931–2015) – polityk, związkowiec, działacz KIK, poseł na Sejm X kadencji
- Zbigniew Fil (ur. 1977) – wokalista i multiinstrumentalista, gitarzysta
- Zbigniew Frączkiewicz (1946) – polski rzeźbiarz
- Zbigniew Girzyński (ur. 1973) – poseł
- Zbigniew Gertych (1922–2008) – polski polityk, ekonomista
- Zbigniew Gołąb (1923–1994) – polski językoznawca i slawista
- Zbigniew Gorlak (ur. 1955) – polski grafik, profesor ASP w Gdańsku
- Zbigniew Gostomski (ur. 1932) – polski malarz
- Zbigniew Gugniewicz (1936–2011) – polski bokser, medalista mistrzostw Europy
- Zbigniew Gut (1949–2010) – piłkarz polski
- Zbigniew Gryglas (ur. 1965) – polski przedsiębiorca, polityk, poseł
- Zbigniew Grzybowski (1926–2012) – polski malarz, profesor ASP w Krakowie
- Zbigniew Herbert (1924–1998) – polski poeta
- Zbigniew Horbowy (1935–2019) – plastyk, rektor Akademii Sztuk Pięknych im. Eugeniusza Gepperta we Wrocławiu w latach 1999–2005
- Zbigniew Hołdys (ur. 1951) – polski muzyk
- Zbigniew Izdebski (ur. 1956) – polski seksuolog
- Zbigniew Janas (ur. 1953) – polski polityk, działacz opozycji w PRL
- Zbigniew Jankowski (ur. 1931) – polski poeta
- Zbigniew Jankowski (ur. 1955) – polski lekkoatleta
- Zbigniew Jarzyński (1920–1992) – polski fotografik
- Zbigniew Jąder (ur. 1943) – polski żużlowiec
- Zbigniew Kaja (1924–1983) – polski grafik, plakacista, jeden z twórców tzw. polskiej szkoły plakatu
- Zbigniew Kamykowski (1921–1998) – polski fotografik
- Zbigniew Klimowski (ur. 1967) – polski skoczek narciarski
- Zbigniew Kiciński (1953–2011) – komandor
- Zbigniew Kicka (ur. 1950) – polski  bokser i trener
- Zbigniew Kiwert (ur. 1939) – litewski narciarz i kierowca rajdowy polskiego pochodzenia
- Zbigniew Kiernikowski (ur. 1946) – polski duchowny rzymskokatolicki, profesor
- Zbigniew Kołaczkowski (ur. 1933) – polski ekonomista
- Zbigniew Konopka (ur. 1964) – polski aktor teatralny
- Zbigniew Korosadowicz (1907–1983) – polski geograf, taternik, naczelnik TOPR
- Zbigniew Kowalewski (1914–2000),  polski malarz, profesor ASP w Krakowie
- Zbigniew Marcin Kowalewski (ur. 1943), polski aktywista lewicowy
- Zbigniew Kowalewski (ur. 1950),  polski geodeta i himalaista
- Zbigniew Kowalewski (ur. 1953), polski reżyser
- Zbigniew Kowalski (ur. 1916), polski bokser
- Zbigniew Kozak (ur. 1961),  poseł
- Zbigniew Kresowaty (ur. 1951) – polski poeta, rysownik,
- Zbigniew Antoni Kruszewski (ur. 1928) – polski politolog
- Zbigniew Kruszewski (ur. 1949) – były senator RP, prezes Towarzystwa Naukowego Płockiego
- Zbigniew Kulak (ur. 1953) – polski polityk
- Zbigniew Kurtycz (1919–2015) – polski piosenkarz, gitarzysta i kompozytor
- Zbigniew Kuźmiński (1921–2005) – polski reżyser filmowy i scenarzysta
- Zbigniew Kuźmiuk (ur. 1956) – polityk
- Zbigniew Lengren (1919–2003) – polski grafik, rysownik, karykaturzysta
- Zbigniew Lesień (ur. 1947) – polski aktor
- Zbigniew Lew-Starowicz (ur. 1943) – polski lekarz psychiatra i psychoterapeuta
- Zbigniew Libera (ur. 1959) – artysta
- Zbigniew Libera (ur. 1958) – etnolog i antropolog
- Zbigniew Lutomski (ur. 1934) – polski grafik, profesor UA w Poznaniu i ASP w Krakowie
- Zbigniew Łagocki (1927–2009) – polski fotografik
- Zbigniew Łuc (ur. 1963) – polski akordeonista
- Zbigniew Majkowski (1946–2011) – polski artysta projektant,  profesor ASP w Krakowie
- Zbigniew Maleszewski (1924–2017) – polski rzeźbiarz i architekt
- Zbigniew Mikołajewski (ur. 1966) – polski przemytnik, gangster
- Zbigniew Mikołejko (ur. 1951) – polski filozof i historyk religii, eseista
- Zbigniew Musiał (ur. 1936) – polski filozof
- Zbigniew Namysłowski (ur. 1939) – polski saksofonista jazzowy
- Zbigniew Nowek (ur. 1959) – polski oficer wywiadu
- Zbigniew Nienacki (1929–1994) – polski pisarz
- Zbigniew Olech (1940–2008) – polski bokser
- Zbigniew Oleśnicki (1389–1455) – polski biskup katolicki, kardynał
- Zbigniew Oleśnicki (1430–1493) – prymas Polski
- Zbigniew Pakleza (ur. 1986) – polski szachista, arcymistrz od 2014 roku.
- Zbigniew Paterak (ur. 1963) – polski aktor teatralny, filmowy i telewizyjny
- Zbigniew Pieczykolan (ur. 1943) – polski malarz, grafik, profesor Akademii Sztuk Pięknych w Katowicach
- Zbigniew Pierzynka (ur. 1951) – polski lekkoatleta
- Zbigniew Pietrasiński (1926–2010) – polski psycholog, popularyzator nauki
- Zbigniew Pietrzykowski (1934–2014) – polski bokser, olimpijczyk
- Zbigniew Piórkowski (1929–1994) – polski bokser, olimpijczyk
- Zbigniew Preisner (ur. 1955) – polski kompozytor
- Zbigniew Pronaszko (1885–1958), polski malarz, rzeźbiarz, współtwórca teatru awangardowego Cricot
- Zbigniew Promiński (ur. 1978) ps. „Inferno” – polski perkusista deathmetalowy
- Zbigniew Przybyszewski (1907–1952) – polski komandor porucznik
- Zbigniew Puzewicz (ur. 1930) – polski wojskowy,  nauczyciel akademicki
- Zbigniew Rabsztyn (ur. 1958) – polski malarz, grafik
- Zbigniew Raubo (ur. 1957) – polski bokser, trener
- Zbigniew Raubo (ur. 1969) – polski pianista
- Zbigniew Religa (1938–2009) – polski kardiochirurg
- Zbigniew Resich (1915–1989) – prawnik, prezes Sądu Najwyższego, koszykarz
- Zbigniew Rogalski (ur. 1974) – polski artysta wizualny
- Zbigniew Rokita (ur. 1989) – polski pisarz, dziennikarz i reporter
- Zbigniew Rybczyński (ur. 1949) – polski reżyser filmów animowanych, zdobywca Oscara za film Tango
- Zbigniew Rybka (ur. 1958) – poseł, były prezydent Głogowa
- Zbigniew Rudnicki (1949–2022) – polski politolog
- Zbigniew Sałaj (ur. 1961) – polski artysta współczesny, profesor ASP w Krakowie
- Zbigniew Sekulski (ur. 1947) – polski działacz opozycyjny w PRL
- Zbigniew Semadeni (ur. 1934) – polski matematyk, profesor UW
- Zbigniew Siemiątkowski (ur. 1957) – polski polityk
- Zbigniew Sobotka (ur. 1952) – polski polityk
- Zbigniew Sosnowski (ur. 1963) – poseł
- Zbigniew Spruch (ur. 1965) – polski kolarz
- Zbigniew Sprycha (ur. 1959) – polski malarz, profesor Akademii Sztuk Pięknych im. Jana Matejki w Krakowie
- Zbigniew Stonoga (ur. 1974) – polski przedsiębiorca, videobloger, działacz społeczny i polityczny
- Zbigniew Stryj (ur.  1968) – polski aktor
- Zbigniew Strzałkowski (1958–1991), polski franciszkanin, misjonarz w Peru, męczennik, błogosławiony katolicki
- Zbigniew Ścibor-Rylski (1917–2018) – polski lotnik, oficer Armii Krajowej, generał brygady WP.
- Zbigniew Taszycki (ur. 1955) – polski artysta
- Zbigniew Tyszka (1933–2003) – polski socjolog
- Zbigniew Tomaszczuk (ur. 1949) – polski fotografik, teoretyk fotografii
- Zbigniew Waleryś (ur. 1957) – polski aktor
- Zbigniew Warpechowski (ur. 1938) – polski artysta, performer
- Zbigniew Wassermann (1949–2010) – minister-członek Rady Ministrów, koordynator służb specjalnych
- Zbigniew Witkowski (ur. 1953) – polski prawnik, pedagog
- Zbigniew Włodkowski (1961) – poseł
- Zbigniew Wodecki (1950–2017) – polski muzyk
- Zbigniew Wrona (ur. 1961) – polski działacz państwowy
- Zbigniew Zamachowski (1961) – polski aktor
- Zbigniew Zapasiewicz (1934–2009) – polski aktor i reżyser
- Zbigniew Zegan (ur. 1943) – polski fotografik, profesor krakowskiej ASP
- Zbigniew Ziomecki (ur. 1930) – polski rysownik
- Zbigniew Ziobro (ur. 1970) – polski polityk
- Zbigniew Zugaj (1933–2012) – polski fotografik
- Zbigniew Żakiewicz (1932–2010) – polski pisarz, publicysta, rusycysta i historyk literatury rosyjskiej
- Zbigniew Żmudzki (ur. 1950) – polski producent filmowy, w tym nagrodzonego Oscarem animowanego Piotrusia i wilka